# Rudi Meisel
Rudi Meisel (* 1949 in Wilhelmshaven) ist ein deutscher Fotograf.

## Leben
Rudi Meisel legte 1968 sein Abitur in Osnabrück ab und studierte von Herbst 1969 bis Frühjahr 1975 Fotografie an der renommierten Folkwangschule in Essen bei Otto Steinert, dem zentralen Vertreter der Subjektiven Fotografie. Schon während des Studiums arbeitete er als freier Reportagefotograf. Bis 1999 war er bildjournalistisch und redaktionell für verschiedene Magazine und Zeitschriften wie „Der Spiegel“, „Merian“, „stern“, „ZEITmagazin“, „art“, „Brigitte“, „Time“, „Newsweek“ oder „The Economist“ tätig. 1975 gründete Meisel zusammen mit den Kommilitonen André Gelpke und Gerd Ludwig die kooperativ organisierte Fotoagentur VISUM, zu der später Dirk Reinartz und Georg Fischer hinzustießen. Zunächst mit Standort in Essen, ab 1978 in Hamburg, suchten die Fotografen die Balance zwischen der Verwirklichung eigener Projekte in Spiegelung der eigenen – auch politischen – Haltung und der wirtschaftlichen Notwendigkeit von Auftragsarbeiten zu halten. Über die langjährige Kooperation mit dem Grafikdesigner Otl Aicher, Mitbegründer der Hochschule für Gestaltung Ulm, kam es zu zahlreichen Aufträgen aus der Wirtschaft, die inhaltlich-gestalterische Spielräume ließen. Weiterer wichtiger Partner für Rudi Meisel war der britische Architekt Norman Foster, mit dem er von 1991 bis 2005 zusammenarbeitete, so in der Dokumentation des Umbaus des Reichstagsgebäudes.
Die fotografische wie mentalitätsgeschichtliche Auseinandersetzung mit dem von der Kohleindustrie dominierten Ruhrgebiet war eines von Rudi Meisels auch biografisch grundierten zentralen Themen der 1970er und 1980er Jahre. 1979 fotografierte er dort für „Merian“, 1986 konnte er mit einem Stipendium der Fotografischen Sammlung am Museum Folkwang Essen im Zusammenhang des Projekts „Endlich so wie überall“ ein Jahr lang in der Region arbeiten, woraus die große Serie „Alltag im Ruhrgebiet“ hervorging. Nach kurzen Aufenthalten im Auftrag des „Spiegel“ 1977 in Ost-Berlin, bereiste er seit 1978 als einer der ersten akkreditierten westdeutschen Bildjournalisten regelmäßig die DDR. Zusammen mit der Journalistin Marlies Menge entstanden daraus bis 1989 zahlreiche Reportagen für das „ZEITmagazin“, Gelegenheit für den Fotografen, das „andere“ Deutschland, wenn auch fast immer unter Aufsicht eines staatlichen Vertreters, nicht nur oberflächlich kennenzulernen. Mit der Ausstellung „Landsleute 1977–1987“ im C/O Berlin und der gleichnamigen Publikation wurden die Perspektiven auf den Lebensalltag in Ost und West vergleichend zusammengeführt, mit dem Ergebnis, dass zumindest die sichtbaren Unterschiede retrospektiv nur graduell sind.
1995 war Meisel Gründungsmitglied von Freelens, einem Berufsverbands für Fotojournalisten und Fotografen, seitdem ist er darin Mitglied. Von 1987 bis 1999 war Meisel Mitglied im BFF Berufsverband Freie Fotografen und Filmgestalter und von 1986 bis 2016 der Deutschen Gesellschaft für Photographie (DGPh). Von 1976 bis 1999 war er Mitglied der Gesellschaft deutscher Lichtbildner (GDL; ab 1993 Deutsche Fotografische Akademie).

## Werk
Schon in der Studienarbeit „Autorast“ wird erkennbar, was Rudi Meisel als Fotografen bis heute ausmacht: ein Ansatz, der ihn ganz nah an die Menschen herantreten lässt – offen-interessiert, zugewandt und doch eine innere, beobachtende Distanz wahrend. So kann er sehen und festhalten, was sich im Rückblick nicht nur zu einer Situationsbeschreibung, sondern oft zu einer zeitspezifischen Gesellschaftsstudie verdichtet. Hans-Michael Koetzle hat über seine Bilder geschrieben: „Bei Meisel ist jedes Bild überlegt gebaut, im Sucher präzise komponiert. Meisel führt uns zurück zu einer Fotografie, die nicht zuletzt an den dokumentarischen Kern des Mediums glaubt. Die die Kamera gemäß ihrer technischen Qualitäten nutzt. Neugierig ist auf das Leben. Das eigene Ego drosselt, um etwas über die Gesellschaft an ihren Rändern zu erzählen.“
Auch wenn sich Rudi Meisel selbst nicht in der Tradition der Straßenfotografie sieht, so ist sein Interesse am Leben, wie es sich seiner Kamera im öffentlichen Raum – den Straßen, Plätzen, U-Bahnstationen, Lokalen und Geschäften – darbietet, doch augenscheinlich. Die Momentaufnahmen, überwiegend in Schwarzweiß, punktuell auch in Farbe, funktionieren immer als Einzelbild, doch verbinden sie sich in der seriellen Zusammenstellung zu dichten visuellen Beschreibungen, die immer auch Analyse sind. „Vor meinen Augen“ – so beschreibt Rudi Meisel seine Herangehensweise an seine Themen: Der Blick wandelt sich, das Interesse bleibt dasselbe.
Über seine Fotografie sagt Meisel selbst: „Mich interessieren Menschen. Meine Annäherung ist wortlos, ich beobachte genau und suche meine Bilder mit den Augen, bis dahin weiß ich oft nicht, welche Sprache gesprochen wird. Beim Fotografieren bin ich nur Auge, bewege mich ruhig und bin immer als Fotograf zu erkennen, also mit einer Kamera in der Hand oder umgehängt. Niemals aus der Hüfte zu ,schießen‘ ist für mich eine Frage der Haltung, ich zeige offen, dass ich fotografieren will und trickse nicht rum. Selten erbitte ich eine Mail-Adresse, um ein Bild zu schicken.“

## Bestand in Sammlungen
Rudi Meisel ist im Bestand der Deutschen Fotothek mit bislang rund 600 Prints im Format 30 × 40 Zentimeter von aus dem Zeitraum von 1969 bis in die Gegenwart zu Themen wie „Ruhrgebiet nach 1969“, „BRD nach 1969“, „West-Berlin vor 1989“ und „Ost-Berlin vor 1989“, „New York City 1976–2018“ oder „Wendland/Elbe nach 1980“, „Oderbruch/Oder nach 2002“ und „Reichstagsumbau 1995–1999“ vertreten. Die spätere Übernahme seines gesamten Archivs durch die Deutsche Fotothek ist vertraglich vereinbart.
Werke von Rudi Meisel befinden sich darüber hinaus im Suermondt-Ludwig-Museum (Dauerleihgabe Sammlung Fricke, Aachen), im Deutschen Historischen Museum Berlin, im Haus der Geschichte in Bonn, im Brandenburgischen Landesmuseum für moderne Kunst / Dieselkraftwerk Cottbus, in der Fotografischen Sammlung im Museum Folkwang und im Ruhr Museum in Essen, in der Stiftung F.C. Gundlach in Hamburg, in der Nicola Erni Collection in Zug, in der Sammlung Stefan Thull in Köln sowie bei Pixelprojekt Ruhrgebiet.

## Publikationen
- Rudi Meisel. Autorast 1971. loungeaffairs #4. Herausgegeben von Jens Bove und Agnes Matthias. Begleitpublikation zur gleichnamigen Ausstellung (SLUB Dresden, Bib-Lounge). publish&print Verlag Dresden 2022
- Landsleute 1977–1987. Two Germanys, Ausstellungskatalog C/O Berlin; Museum für Kunst und Kulturgeschichte, Dortmund; dkw. Kunstmuseum Dieselkraftwerk Cottbus, Heidelberg 2015
- Lösel, Anja; Meisel, Rudi: Die Kuppel der Nation. Der Reichstag und seine Verwandlung, Hamburg 1999
- Smolan, Rick; Erwitt, Jennifer: One Digital Day. How the Microchip is Changing our World, July 11, 1997, New York 1998
- Meisel, Rudi; Rautert, Timm: Leningrad. Collection Merian, Hamburg 1990
- Deutschlandbilder – Familienfeste. Fotos von Rudi Meisel, Text von Marlies Menge, Ausstellungskatalog Institut für Auslandsbeziehungen, Stuttgart 1986
- A Day in the Life of USA. Photographed by 200 of the World’s Leading Photojournalists on One Day, May 2, 1986, hg. von Rick Smolan; David Cohen, New York 1986
- A Day in the Life of Japan. Photographed by 100 of the World’s Leading Photojournalists on One Day, June 7, 1985, hg. von Rick Smolan; David Cohen, Toronto 1985
- A Day in the Life of Canada. Photographed by 100 of the World’s Leading Photojournalists on One Day, June 8, 1984, hg. von Rick Smolan, Toronto 1984
- A Day in the Life of Australia. Photographed by 100 of the World’s Leading Photojournalists on One Day, March 6, 1981, hg. von Rick Smolan, Sydney 1981
- Menge, Marlies: Mecklenburg. Reisebilder aus der DDR (mit Fotos von Rudi Meisel), Köln 1989
- Städte, die keiner mehr kennt. Reportagen aus der DDR. Texte von Marlies Menge und Fotos von Rudi Meisel, mit einem Vorwort von Günter Kunert, München 1979

## Preise, Stipendien
- 2018 Arbeitsstipendium Verwertungsgesellschaft Bild-Kunst (Foto-Essay New York)
- 2014 Kunstpreis Literatur Fotografie, Potsdam
- 2004 Arbeitsstipendium der Verwertungsgesellschaft Bild-Kunst (Foto-Essay London)
- 1986 Arbeitsstipendium Museum Folkwang Essen (Alltag Ruhrgebiet)
- 1979 Kodak-Fotobuchpreis (für „Städte, die keiner mehr kennt“)
- 1971 Deutscher Jugendfotopreis[6]
- 1970 Deutscher Jugendfotopreis[6]

## Ausstellungen

### Einzelausstellungen
- 2022 Rudi Meisel. Autorast 1971, SLUB Dresden, Bib-Lounge, Reihe loungeaffairs #4, 06. April – 16. Oktober 2022[7]
- 2019 Archäologie einer Zeit (mit Roman Bezjak), Palais für aktuelle Kunst, Glückstadt
- 2016 Landsleute 1977–1987, dkw. Kunstmuseum Dieselkraftwerk, Cottbus
- 2016 Landsleute 1977–1987, Museum für Kunst und Kulturgeschichte Dortmund
- 2016 Landsleute 1977–1987, Bibliothek des Leibniz-Zentrum für Zeithistorische Forschung, Potsdam[8]
- 2015 Landsleute 1977–1987, C/O Berlin[9]
- 2008 Unterwegs in London. Straßenfotografie 1967–2006, Leica Galerie, Solms
- 2008 In den Städten, 2000–2007, argus-Galerie, Berlin
- 2008 Unterwegs in London 1967–2006, FreeLens Galerie Hamburg
- 2002 Stadt-Land-Elch, Sparkasse Dannenberg/Elbe
- 1986 Deutschlandbilder – Familienfeste, Institut für Auslandsbeziehungen (weltweit)
- 1974 Kaufhausbilder, Raum 315, Folkwangschule Essen

### Gruppenausstellungen
- 2024: #MITTENDRIN. Rudi Meisel, Christian Borchert und Mahmoud Dabdoub. Aus dem Archiv der Fotografen, Buchmuseum der SLUB Dresden, 26. Januar – 14. April 2024
- 2020 Berlin 1945–2000. A Photographic Subject, Reinbeckhallen, Berlin
- 2020 Schwarzweiß und Farbe. Das Ruhrgebiet in der Fotografie, Ruhrlandmuseum Essen
- 2018 Street. Life. Photography. Street Photography aus sieben Jahrzehnten, Haus der Photographie, Deichtorhallen, Hamburg
- 2016 In Deutschland: Reloaded (II), Galerie Kicken, Berlin
- 2014/15 Augen auf! 100 Jahre Leica Fotografie, Deichtorhallen Hamburg; Fotografie Forum Frankfurt; C/O Berlin; Kunstfoyer München
- Kunstpreis Lotto Brandenburg, Brandenburgische Landeszentrale für politische Bildung, Potsdam
- 2011/12 Für immer jung, 50 Jahre Deutscher Jugendfotopreis, Deutsches Historisches Museum Berlin; LVR-Landesmuseum Bonn
- 2005 Pixelprojekt Ruhrgebiet
- 2003 Hafenbilder. Ort zwischen Himmel und Wasser, Hamburger Architektur Sommer
- 1982 Bilder aus der Bundesrepublik. 21 deutsche Photographen sehen ihr Land, Galerie Spectrum, Kunstmuseum Hannover
- 1981 Wie lebt man im Ruhrgebiet, Museum Folkwang Essen
- 1979 VISUM Fotoreportagen, Galerie Lichtblick, Dortmund
- 1978 Aktion, Illustration, Feature. Beispiele bildjournalistischer Fotografie: Otto Steinert und Schüler, Museum Folkwang Essen
- 1978 Fotografengruppe VISUM, Galerie im Riek, Essen
- 1973 3. Weltausstellung der Photographie. Unterwegs zum Paradies (vom Magazin „Stern“ in Verbindung mit 367 Museen in 51 Ländern gezeigt)
- 1972 Szene Rhein-Ruhr ʽ72, Museum Folkwang Essen